# 希律二世
希律二世或希律·腓力一世，是大希律王与第三任夫人米利暗二世之子，一度是大希律王的王位继承人，但后来大希律王夺去了他的王位继承权。他是希律迪亚丝的首任丈夫，女儿是莎乐美。